# 스와 신사

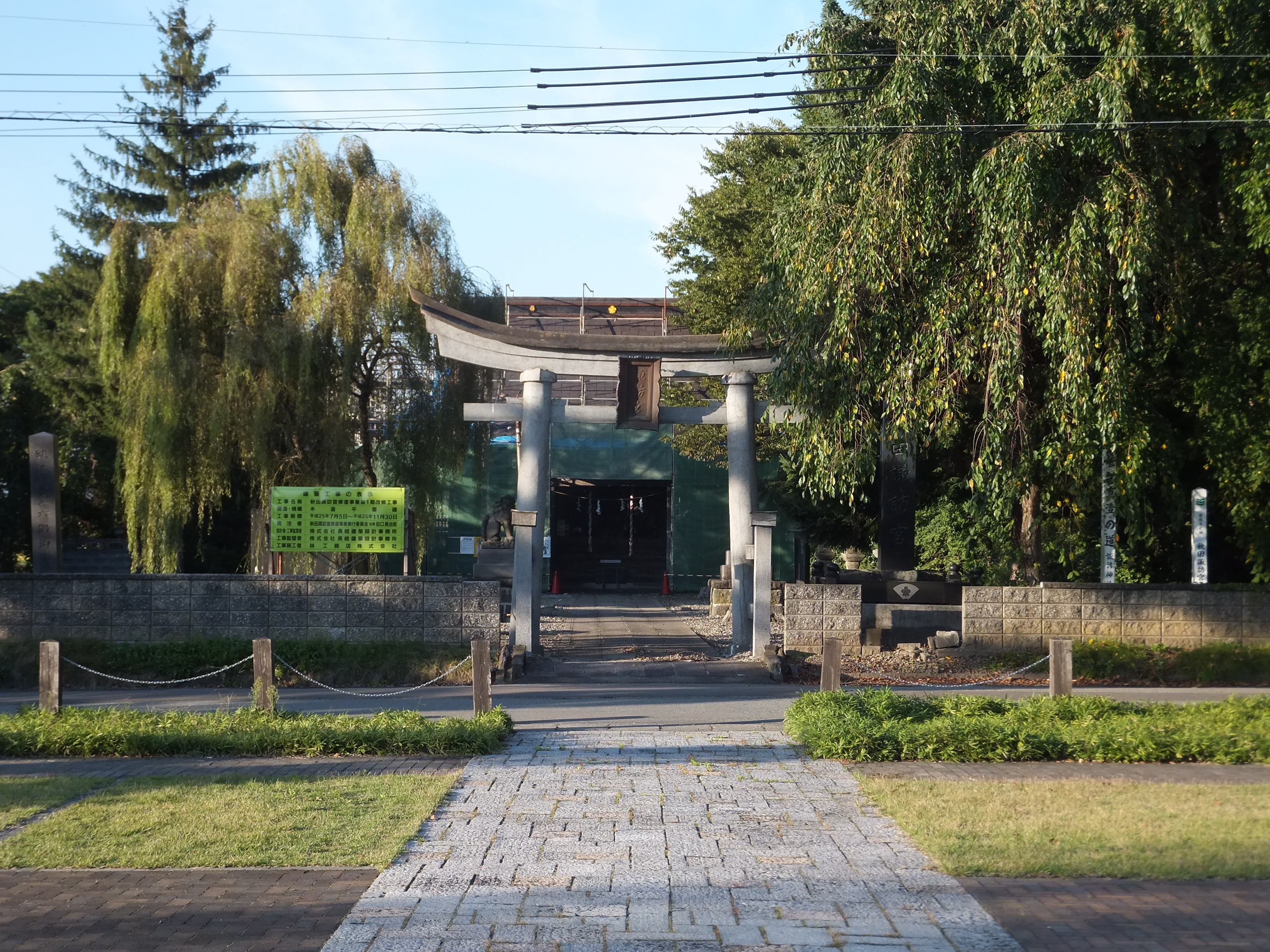
아키타 스와궁.

스와 신사(일본어: 諏訪神社 스와진쟈[*])는 스와 신앙을 모시는 신사로, 나가노현 스와호 근방의 스와 대사를 총본산으로 삼는다.
스와 대사의 제신(祭神)을 스와 대명신(諏訪大明神)이라고도 하는 타케미나카타와 그 왕비신인 야사카토메노 카미다. 스와 신앙은 일본 전국에 퍼져 있으며 그만큼 스와 신사도 일본 전국에 25,000여개소가 존재한다. 중세에는 수렵신사(神事)를 거행하기도 했으며, 수렵과 어로를 수호하는 신사로 숭배받았다. 이는 스와 대명신의 산신으로서의 성격을 나타낸다.
스와 대사에서는 6년에 한 번 온바시라(御柱)라는 4개의 기둥을 세우는 온바시라마츠리를 거행한다. 비슷한 마츠리가 열리는 스와 신사가 많다.

## 개요
일본 전국에 약 25,000곳의 사(社)가 있으며 나가노현(長野県)의 스와 호수(諏訪湖) 가까운 곳에 위치한 스와 대사(諏訪大社, 옛날에는 그냥 스와 신사諏訪神社라고만 불렀다)를 총본사(総本社)로 한다. 또한 스와 신사를 중심으로 하는 신토(神道) 신앙을 일본에서는 스와 신앙(諏訪信仰)이라고 하며, 일본 전국에 널리 퍼져 있다.
스와 대사의 제신(祭神)은 「스와 대명신」(諏訪大明神)이라고도 불리는 다케미나카타 신(建御名方神)과 그 비(妃) ・ 야사카토메 신(八坂刀売神) 부부이다.
다른 스와 신사에도 이 부부 신을 주제신으로 하며 그 외에도 「스와 대신」(諏訪大神)이라 총칭되기도 한다. 스와 대사로부터 제신을 권청해 올 때는 나기가마(薙鎌)에 신령이 옮겨지고 각 신사에서는 이를 신체(神体)로 삼는다. 또한 일본 중세에는 (고대 한국의 고구려에서 행해졌던 것과 같은) 수렵 신사(狩猟神事)라고 하여 사냥이 신에 대한 주요 제의의 하나로 이루어졌던 데에서 수렵, 어업을 수호하는 신사로서도 숭배받았다. 이들은 스와 신의 산신(山神)으로서의 성격을 드러낸다.
스와 대사에서는 6년에 한 번 온바시라(御柱, おんばしら)라 불리는 네 개의 기둥을 세우는 온바시라 마쓰리(御柱祭)가 행해지는데, 같은 마쓰리가 행해지는 스와 신사가 많다. 또한 스와 대사의 봄 온토사이(御頭祭, おんとうさい)나 8월 하순(원래는 7월 하순)에 행해지는 수렵 신사인 미사야마사이(御射山祭)와 관련된 제를 행해 올리는 곳도 있다.
오카다 쇼지(岡田莊司) 등에 따르면 제신으로 일본 전국의 신사를 분류할 경우 스와 신앙으로 분류되는 신사는 일본 전국 순위 6위(2,616사)라고 한다.
1. ↑  「大法輪」第72巻1号、法藏館、90頁、2005年